# Carex lacustris
Carex lacustris är en halvgräsart som beskrevs av Carl Ludwig von Willdenow. Carex lacustris ingår i släktet starrar, och familjen halvgräs. Inga underarter finns listade i Catalogue of Life.

## Bildgalleri

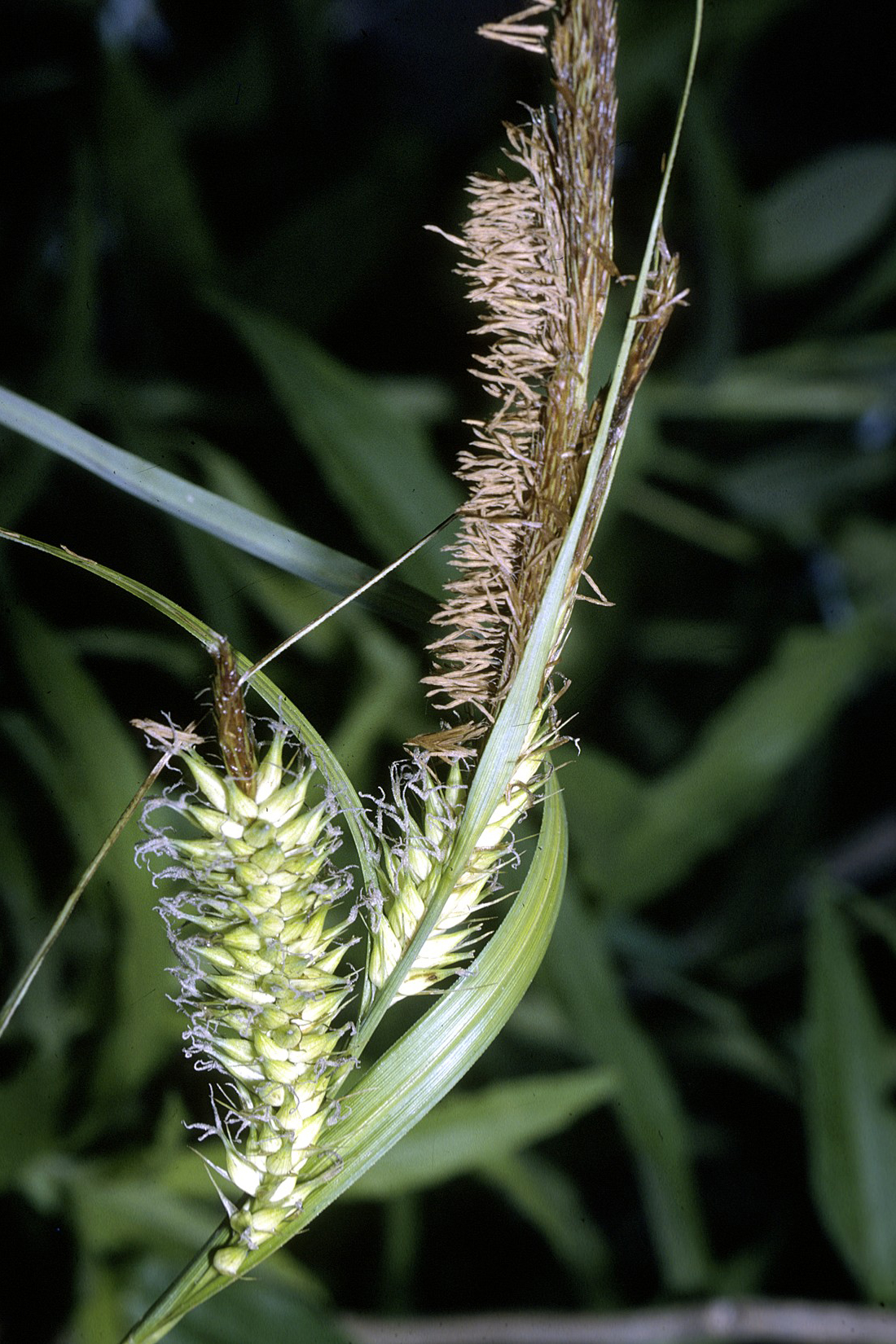